# NASDAQ
NASDAQ és l'acrònim de National Association of Securities Dealer Automated Quotation. NASDAQ és la borsa de valors electrònica més gran dels Estats Units. La borsa va ser fundada per la National Association of Securities Dealers (NASD) en 1971. Amb les vendes dels anys 2000 i 2001 va ser privatitzada.
La borsa és gestionada per la companyia propietària, la Nasdaq Stock Market Inc. que va ser llistada en el seu propi sistema d'intercanvi d'accions empresarials el 2002.
Amb aproximadament 3.300 companyies i més de 7.000 accions de petita i mitjana capitalització, el NASDAQ representa una borsa de valors electrònica i automatitzada, que intercanvia de mitjana més accions per dia que qualsevol altre mercat del món. Es caracteritza per incloure les empreses d'alta tecnologia: electrònica, informàtica, telecomunicacions, biotecnologia, etc.
Una altra de les seves característiques és l'ús del sistema SOES (Small Order Execution System), un sistema de gestió de petits volums accionarials creat arran de la crisi de 1987, aquell any es va veure la necessitat de crear sistemes per automatitzar la gestió de gran nombre de transaccions de petit volum.
Els seus índexs més representatius són el Nasdaq 100 (introduït en 1985), el Nasdaq Composite i el NASDAQ Biotechnology Index.
El NASDAQ funciona com la resta de mercats dels Estats Units, des de les 9:30h fins a les 16:00h, hora local (des de les 15:30h fins a les 22:00h, hora catalana). Actualment el seu cap executiu és Robert Greifeld de Nova York.

## Història

### 1972–2000
Nasdaq, Inc. va ser fundada el 1971 per la National Association of Securities Dealers (NASD), que ara es coneix com a Financial Industry Regulatory Authority (FINRA). Nasdaq (originalment i encara comunament escrit amb majúscules com a NASDAQ) va ser inicialment un acrònim de la National Association of Securities Dealers Automated Quotations (Associació Nacional de Corredors de Valors Automatitzats de Cotitzacions). El 8 de febrer de 1971, el NASDAQ Stock Market va començar a operar com el primer mercat de valors completament electrònic del món. Inicialment, el NASDAQ servia com a sistema de cotitzacions en lloc de com a plataforma per a la negociació electrònica. Intel Corporation va ser una de les primeres grans corporacions a cotitzar les seves accions al NASDAQ; altres empreses importants que han cotitzat al NASDAQ des dels seus primers anys inclouen Comcast i Applied Materials.
Des del llançament del NASDAQ, moltes de les principals empreses que cotitzen al mercat extrabursari (OTC) van començar a canviar al NASDAQ. Encara el 1987, la borsa NASDAQ encara es coneixia comunament com a OTC als informes dels mitjans de comunicació i també a les guies d'accions mensuals (guies i procediments d'accions) publicades per Standard & Poor's Corporation. Amb els anys, es va convertir més en un mercat de valors amb l'addició d'informes de volum i negociació i sistemes de negociació automatitzats. El 1981, el NASDAQ negociava el 37% del total de 21.000 milions d'accions. El 1991, la quota de NASDAQ havia crescut fins al 46%. El 1992, el NASDAQ Stock Market es va unir a la Borsa de Londres per formar el primer enllaç intercontinental de mercats de capitals.
El 1996, la SEC va publicar un informe que al·legava que els creadors de mercat del NASDAQ fixaven els preus evitant les cotitzacions de vuits imparells (en aquell moment, els preus de les accions es cotitzaven en increments d'un vuitè de dòlar) per ampliar artificialment els diferencials. L'informe va anar seguit d'un nou conjunt de normes sobre com el NASDAQ gestionava les ordres.
El 1998, es va convertir en el primer mercat borsari dels Estats Units a comerciar en línia, utilitzant el lema el mercat de valors per als pròxims cent anys. El Mercat de Valors de NASDAQ va atreure a moltes empreses durant la Bombolla puntcom.
L'índex principal de l'intercanvi és el Nasdaq Composite, que ha estat publicat des de la seva creació. El fons negociat amb el QQQ segueix l'índex NASDAQ-100, que es va introduir el 1985 juntament amb l'Índex NASDAQ Finen-100, que segueix a les 100 empreses més grans en termes de capitalització borsària.

### 2000–present

Durant la bombolla de les puntcom, l'índex Nasdaq Composite va pujar a finals dels anys noranta. Aleshores va caure bruscament quan la bombolla va esclatar.

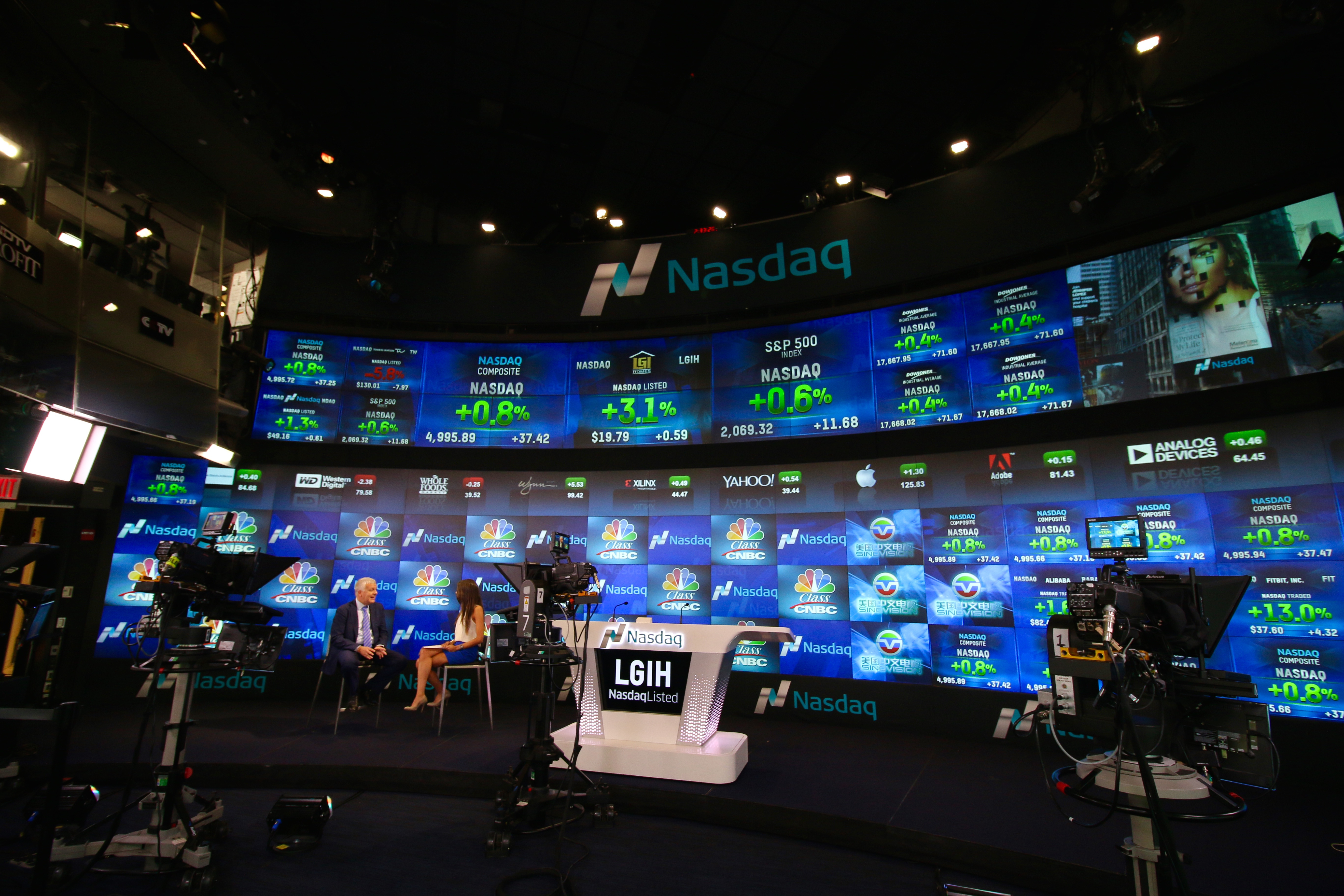
Estudi

El 10 de març de 2000, l'índex borsari Nasdaq Composite va assolir un màxim de 5.132,52, però va caure a 3.227 el 17 d'abril, i, en els 30 mesos següents, va caure un 78% des del seu màxim.
En una sèrie de vendes els anys 2000 i 2001, FINRA va vendre la seva participació al NASDAQ. El 2 de juliol de 2002, Nasdaq, Inc. es va convertir en una empresa pública mitjançant una oferta pública inicial, cotitzant les seves pròpies accions a la borsa (cotitzades amb el símbol NDAQ). El 2006, l'estatus del mercat de valors NASDAQ va canviar de mercat de valors a borsa de valors nacional amb llicència. El 2007, es va fusionar amb OMX, un operador de borsa líder als països nòrdics, va ampliar la seva presència global i va canviar el seu nom a NASDAQ OMX Group.
Per poder cotitzar a la borsa, una empresa ha d'estar registrada a la Comissió de Borsa i Valors dels Estats Units (SEC), ha de tenir almenys tres creadors de mercat (empreses financeres que actuen com a intermediaris o distribuïdors de valors específics) i ha de complir els requisits mínims d'actius, capital, accions públiques i accionistes.
El febrer de 2011, arran de l'anunci de la fusió de NYSE Euronext amb Deutsche Börse, es va especular que el NASDAQ OMX i l'Intercontinental Exchange (ICE) podrien muntar una contraoferta per la NYSE. En aquell moment, el valor de mercat de NYSE Euronext era de 9.750 milions de dòlars. El NASDAQ estava valorat en 5.780 milions de dòlars, mentre que l'ICE estava valorat en 9.450 milions de dòlars. A finals de mes, es va informar que el NASDAQ estava considerant demanar a l'ICE o a la Borsa Mercantil de Chicago que s'unís al que probablement hauria de ser, si tirava endavant, una borsa d'11-12 mil milions de dòlars.
El desembre de 2005, NASDAQ va adquirir Instinet per 1,9 mil milions de dòlars, retenint l'ECN d'Inet i posteriorment venent el negoci de corretatge d'agències a Silver Lake Partners i la gestió d'Instinet.
El Sistema Automàtic de Cotització de l'Associació Europea de Corredors de Valors (EASDAQ) es va fundar com a equivalent europeu del mercat de valors NASDAQ. Va ser comprada per NASDAQ el 2001 i es va convertir en NASDAQ Europe. El 2003, les operacions es van tancar com a resultat de l'esclat de la bombolla puntcom. El 2007, NASDAQ Europe va ser reviscut primer com a Equiduct i va ser adquirit per Börse Berlin més tard aquell mateix any.
El 7 de novembre de 2007, Nasdaq va adquirir la Borsa de Filadèlfia, la borsa més antiga dels EUA
El 18 de juny de 2012, NASDAQ OMX es va convertir en membre fundador de la Iniciativa de les Nacions Unides per a Borses de Valors Sostenibles en vigília de la Conferència de les Nacions Unides sobre el Desenvolupament Sostenible (Rio+20).
El novembre de 2016, la directora d'operacions Adena Friedman va ser ascendida a directora executiva, convertint-se en la primera dona a dirigir una borsa important als Estats Units
El 2016, el Nasdaq va guanyar 272 milions de dòlars en ingressos relacionats amb els anuncis.
L'octubre de 2018, la SEC va dictaminar que la Borsa de Nova York i el Nasdaq no justificaven els augments de preus continus en vendre dades de mercat.
El desembre de 2020, el NASDAQ va anunciar que eliminaria quatre empreses xineses dels seus índexs en resposta a l'Ordre Executiva 13959.
El setembre de 2024, la Comissió Europea va dir que havia dut a terme una inspecció sense previ avís a les oficines del Nasdaq per possibles pràctiques anticompetitives.
El març de 2025, el NASDAQ va anunciar plans per introduir la negociació les 24 hores del dia, els 5 dies de la setmana, a la borsa dels Estats Units en algun moment de la segona meitat de 2026, en resposta a l'augment de la demanda mundial d'accions nord-americanes, a l'espera de l'aprovació de la Comissió de Borsa i Valors dels Estats Units.

## Empreses dels Països Catalans que cotitzen al Nasdaq
- Flywire (València, inici de cotització el 26 de maig de 2021),[33] empresa d'origen valencià dedicada a serveis electrònics de pagament. La seu de Boston és la que figura oficialment a efectes de cotització al Nasdaq. FLYW
- Grifols (Barcelona, inici de cotització l'1 de juny de 2011), empresa farmacèutica especialitzada en productes de plasma sanguini, que és una de les quatres formalment figura com a empresa espanyola cotitzant a l'índex (junt amb els bancs BBVA i Santader i la tecnològica Telefónica), i amb elles cotitzen alhora a l'índex més restringit del Nasdaq-100. GRFS